# Asino
Asino (ros. Асино) – miasto w Rosji.
Położone na Nizinie Zachodniosyberyjskiej w obwodzie tomskim na lewym brzegu rzeki Czułym 109 km na północny wschód od Tomska. Liczba mieszkańców: 27,5 tys. (2007). Prawa miejskie od 1952. Przemysł drzewny.